# Andrey Kuznetsov (tenista)
Andrey Alexandrovitch Kuznetsov (Tula (Rússia), 22 de fevereiro de 1991) é um tenista profissional russo.

## Carreira
Andrei, começou a jogar aos seis anos de idade, como seu pai Alexander como técnico. 